# Réflexions sur la Révolution de France
L'ouvrage de l'homme politique et philosophe irlando-britannique Edmund Burke Réflexions sur la Révolution de France (en anglais Reflections on the Revolution in France) a été publié pour la première fois le 1er novembre 1790. L'auteur s'y livre à une critique de la Révolution française, qui venait alors de commencer.  
L'ouvrage a exercé une influence considérable, notamment dans les milieux conservateurs et libéraux ; les arguments d'Edmund Burke ont été réutilisés par la suite contre les propositions politiques se réclamant du communisme et du socialisme.

## Contexte
Edmund Burke siégeait depuis de nombreuses années déjà à la Chambre des communes, au sein du parti whig, et était fortement lié à Lord Rockingham. Au cours de sa carrière parlementaire, il avait défendu avec vigueur les limitations constitutionnelles à l'autorité royale, dénoncé la persécution des catholiques irlandais, soutenu les revendications des habitants des colonies britanniques en Amérique, soutenu la Révolution américaine, et réclamé que le gouverneur-général du Bengale, Warren Hastings, soit démis de ses fonctions pour corruption et abus d'autorité. Il jouissait donc d'une grande réputation dans les milieux démocrates et libéraux au Royaume-Uni, aux États-Unis et en Europe continentale.
En 1789, peu après la prise de la Bastille, un jeune noble français, Charles-Jean-François Depont, qui avait fait la connaissance de Burke au cours d'un voyage en Grande-Bretagne, avait demandé à Burke quelles étaient ses impressions sur les bouleversements politiques que connaissait la France. Burke répondit à Depont par deux lettres successives ; la deuxième, beaucoup plus longue que la précédente, fut publiée quelques mois plus tard sous le titre Reflections on the Revolution in France.
Le second facteur à la publication de ses Réflexions est la publication du discours de Richard Price. En effet, en novembre 1789, à la société des Amis de la Révolution, Richard Price prononce un discours restant dans l'histoire sous le nom de Discourse on the love of our country, dans lequel il s'enthousiasme pour la jeune révolution française, et la compare à celles anglaise et américaine. 

## Contenu
Anglican et whig, Burke rejette la notion de droit divin, ainsi que celle qui voudrait que le peuple n'ait pas le droit de déposer un gouvernement qui se rendrait coupable d'oppression. D'autre part, il croit au rôle central de la propriété privée, de la tradition et des préjugés (c’est-à-dire l'adhésion du peuple à des valeurs sans justification rationnelle consciente), qui permettent d'intéresser les citoyens à la prospérité de leur pays et au maintien de l'ordre social. Il se prononce en faveur de réformes graduelles, dans le cadre d'une constitution. Burke insiste sur le fait qu'une doctrine politique fondée sur des notions abstraites comme la liberté ou les droits de l'homme peut être facilement utilisée par ceux qui détiennent le pouvoir pour justifier des mesures tyranniques. Il plaide au contraire pour l'inscription dans une constitution de droits et de libertés spécifiques et concrets, permettant de faire barrage à l'oppression gouvernementale.
Pour Burke, les individus sont surtout déterminés par des sentiments innés, et sont fermement attachés à leurs préjugés ; les capacités de raisonnement de l'individu étant limitées, il est donc préférable de s'en rapporter « au fonds universel des nations et des époques » — c’est-à-dire les préjugés. Il défend les préjugés en raison de leur utilité ; ils permettent de déterminer rapidement la conduite à tenir dans les situations critiques. Chez l'homme, les préjugés « font de la vertu une habitude ».

## Influence

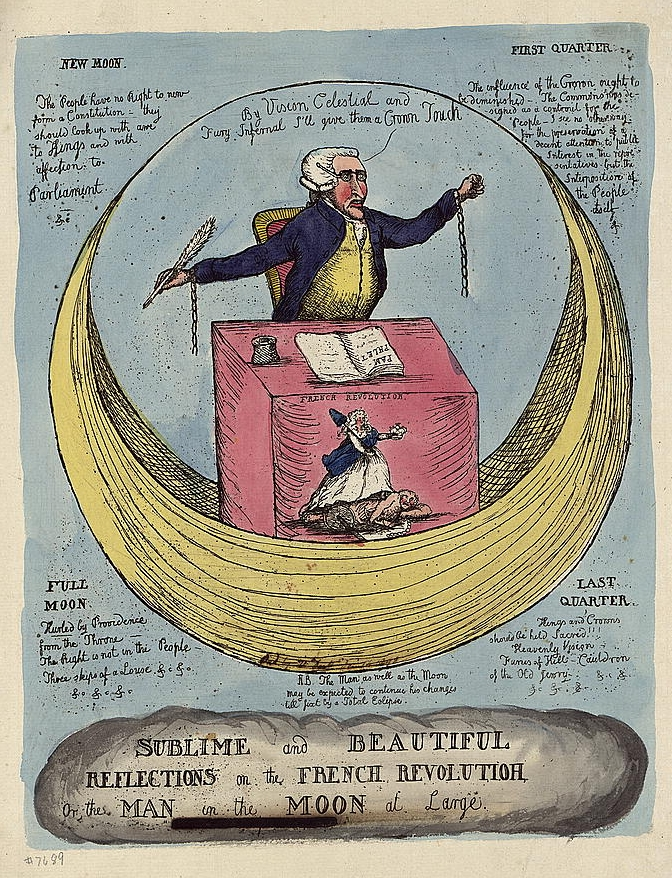
« Sublimes et belles réflexions sur la Révolution française, ou l'homme dans la lune en liberté. »
Caricature anglaise de 1790.

Les Réflexions furent beaucoup lues, aussitôt après leur publication, mais une grande partie des réactions immédiates furent négatives. On reprocha notamment à Burke son manque de modération dans les reproches qu'il adresse aux meneurs de la Révolution française, son panégyrique du roi Louis XVI et de sa femme, mais aussi plusieurs inexactitudes factuelles au sujet de certains événements et de la nouvelle organisation politique du pays. Thomas Jefferson, William Hazlitt et Charles James Fox, ainsi que d'autres libéraux, qui jusqu'alors soutenaient Burke, se mirent à le stigmatiser comme réactionnaire. Le premier ministre conservateur William Pitt ne vit dans l'ouvrage que « des rhapsodies où l'on trouve beaucoup à admirer, et rien avec quoi l'on puisse être d'accord ». D'après certains observateurs, Burke aurait été subitement atteint d'un déséquilibre mental[réf. nécessaire] ; d'autres ont avancé qu'il se serait secrètement converti au catholicisme, et aurait donc été choqué par l'expropriation des biens ecclésiastiques et les différentes mesures anticléricales prises par le nouveau gouvernement.

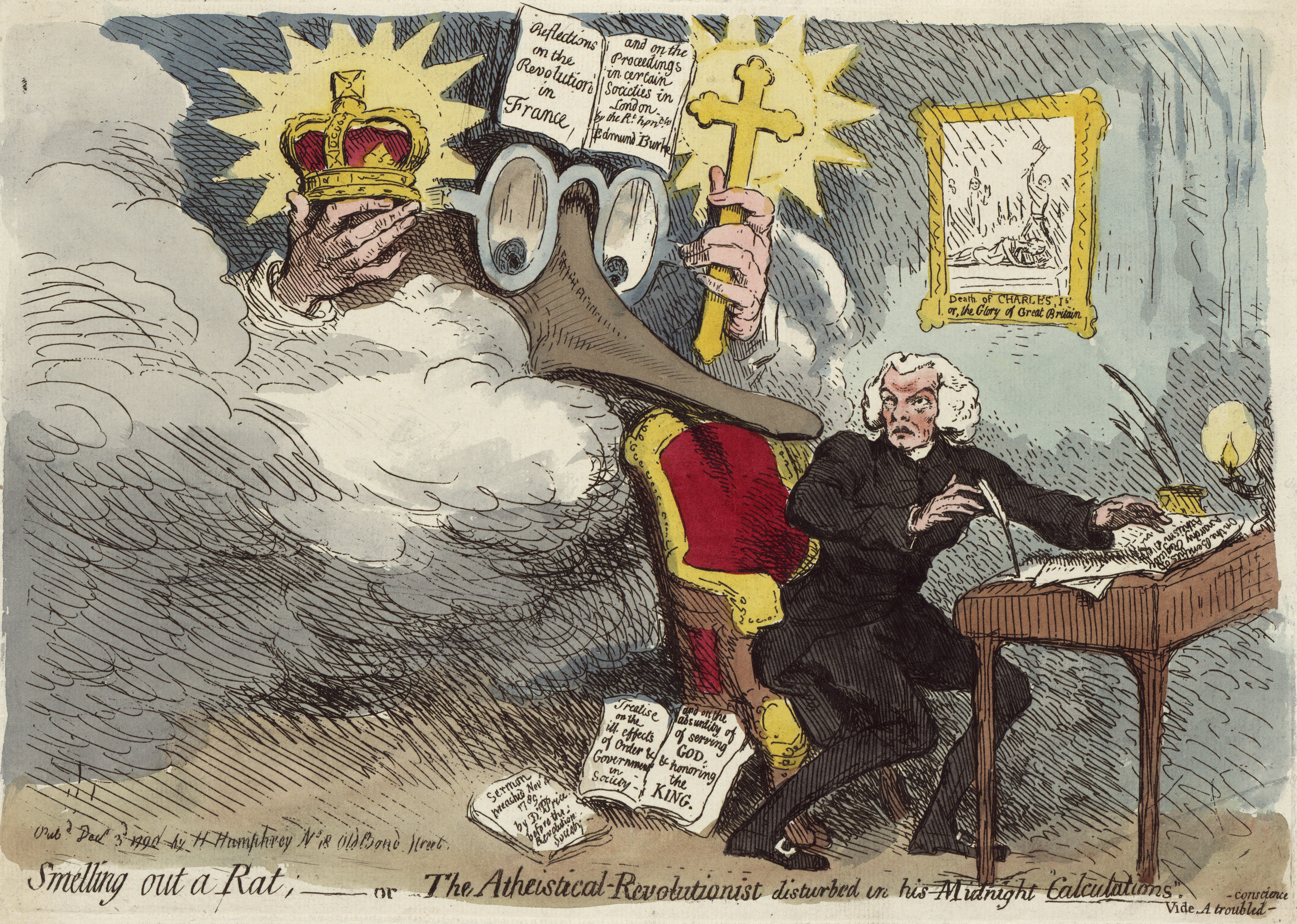
James Gillray, 1790. Sur cette caricature de James Gillray, on voit Richard Price à son bureau et la tête d'Edmund Burke qui surgit derrière son épaule en brandissant son ouvrage Réflexions sur la Révolution de France.

Mary Wollstonecraft écrivit en réponse à Burke sa Défense des droits des hommes (1790), suivie par Thomas Paine qui répondit dans son ouvrage Les Droits de l'homme (1791). Mary Wollstonecraft reprochait notamment à Burke de justifier une société inégale fondée sur la passivité des femmes. En définitive, parmi ceux qui continuèrent d'admirer Burke, on ne retrouve presque que des personnalités notoirement réactionnaires, comme le roi George III et le philosophe Joseph de Maistre.
La situation évolua cependant après que nombre des prédictions faites par Burke se furent réalisées : l'exécution de Louis XVI et Marie-Antoinette, et l'instauration de la Terreur, puis le coup d’État de Napoléon qui mit fin au chaos. La plupart des Whigs se rallièrent à Burke dans l'opposition au gouvernement révolutionnaire français et, à sa mort, les Réflexions apparurent comme son principal legs politique.
Au XIXe siècle, l'historien positiviste Hippolyte Taine renforça les arguments de Burke dans son Histoire des origines de la France contemporaine, parue entre 1876 et 1885. Pour Taine, le principal défaut du système politique et administratif français était la centralisation excessive du pouvoir. Pour Taine, la Révolution française n'avait fait que transférer le pouvoir d'une aristocratie à une élite qui se voulait éclairée, mais moins démocratique.
Au XXe siècle, plusieurs observateurs occidentaux trouvèrent dans les Réflexions des arguments applicables aux révolutions socialistes ; Burke devint donc une référence obligée dans les milieux conservateurs et libéraux classiques. Deux des principales figures du libéralisme au XXe siècle, Friedrich Hayek et Karl Popper, reconnurent leur dette envers lui. Pour l'essayiste américain Russell Kirk, avec plusieurs des Lettres écrites par Burke dans ses dernières années, les Réflexions représentent « la charte du conservatisme ».
Le philosophe Joseph Priestley, dans ses Lettres au très honorable Edmund Burke au sujet de ses réflexions sur la Révolution de France , se montre assez critique, estimant « qu'à travers un nombre prodigieux de mots, il ne reste que très peu d'idées, qui même en général sont absurdes et contradictoires ».